# Tipsoo Lake Comfort Station
La Tipsoo Lake Comfort Station est un bâtiment abritant des toilettes publiques dans le comté de Pierce, dans l'État de Washington, aux États-Unis. Situé au sein du parc national du mont Rainier, il est lui-même inscrit au Registre national des lieux historiques depuis le 13 mars 1991.